# Maquiritari jezik
Maquiritari jezik (maiongong, maquiritare, yekuana, de'cuana, ye'cuana, maquiritai, soto, cunuana, pawana; ISO 639-3: mch), jezik Maquiritare Indijanaca s rijeka[Imena nekih rijeka su kriva, treba ispraviti] Paragua (srednji tok), Caura, Erebato, gornji Ventuari, gornji Auaris, Matacuni, Cuntinano, Padamo i Cunucunuma, uz brazilsku granicu u državama Bolivar i Amazonas. Na području Brazila govori se u državi Roraima. 
Etnički se grupa sastoji od nekoliko lokalnih skupina koje se služe vlastitim dijalektima, to su: Cunuana, De’cuana (Wainungomo), Pawana, Ihuruana, Maitsi, Mayongong (Ye’cuana, Yekuana). U Brazilu ih nazivaju Mayongong.

## Vanjske poveznice
- Ethnologue (14th)
- Ethnologue (15th)